# Strigulaceae
Strigulaceae är en familj av svampar. Strigulaceae ingår i klassen Eurotiomycetes, divisionen sporsäcksvampar och riket svampar.
|              | Pyrenulales                |
|              |                            |
|              | Onygenales                 |
|              |                            |
|              | Verrucariales              |
|              |                            |
|              | Eurotiales                 |
|              |                            |
|              | Chaetothyriales            |
|              |                            |
|              | Mycocaliciales             |
|              |                            |
|              | Coryneliales               |
|              |                            |
|              | Ascosphaerales             |
|              |                            |
|              | Arachnomycetales           |
|              |                            |
|              | Monascaceae                |
|              |                            |
| Strigulaceae | \| \| Strigula \| \| \| \| |
|              | \| \| Strigula \| \| \| \| |
|              | Eremascaceae               |
|              |                            |
|              | Amorphothecaceae           |
|              |                            |
|              | Rhynchomeliola             |
|              |                            |
|              | Sarcinomyces               |
|              |                            |
|              | Cyanopyrenia               |
|              |                            |
|              | Calyptrozyma               |
|              |                            |
|              | Arthropycnis               |
|              |                            |
|              | Rhynchostoma               |
|              |                            |
|              | Azureothecium              |
|              |                            |
|              | Strigula                   |
|              |                            |

|  | Strigula |
|  |          |